# Енцефаломиелит
Енцефаломиелит (на латински: Encephalomyelitis) е възпаление на главния и гръбначния мозък. Клиничните признаци на това се проявяват с възбуда, парези, парализи, промени в психиката и ориентацията. Предизвиква се от различни паразити, вирусни и бактериални агенти и приони. Енцефаломиелитът се наблюдава като признак на множество заболявания при човека и животните – бяс, тетанус, Меди-Висна, нервна форма на краста, луда крава, скрейпи и др.